# Stefania Łobaczewska
Stefania Łobaczewska-Gérard de Festenburg (ur. 31 lipca 1888 we Lwowie, zm. 16 stycznia 1963 w Krakowie) – polska muzykolog i profesor, badaczka zagadnień dziejowego rozwoju muzyki.

## Życiorys
Studiowała muzykologię u A. Chybińskiego w Konserwatorium Galicyjskiego Towarzystwa Muzycznego we Lwowie i u G. Adlera w Konserwatorium w Wiedniu. W 1928 roku uzyskała stopień doktora na Uniwersytecie Lwowskim na podstawie rozprawy O harmonice Debussy'ego w pierwszym okresie jego twórczości.
Od 1931 roku była profesorem w Konserwatorium Polskiego Towarzystwa Muzycznego we Lwowie, pozostała na uczelni do okupacji Lwowa przez Niemców. Później przebywała w majątku Stanisława Hofmokla w Zarzeczu koło Niska. Ze względu na swoje żydowskie pochodzenie od roku 1942 do roku 1944 ukrywała się w Kraśniku, w majątku państwa Teleżyńskich (konspiratorów ZWZ, NOW, a później NSZ), pod nazwiskiem Stefania Biłobran. Wspólnie z nią zamieszkał, jako jej brat Jerzy Biłobran, Jerzy Sawicki.
Od 1945 roku była profesorem Państwowej Wyższej Szkoły Muzycznej w Krakowie (w latach 1952–1955 jej rektorem). W latach 1952–1959 pełniła funkcję kierownika Katedry Muzykologii Uniwersytetu Jagiellońskiego. W 1953 otrzymał Nagrodę Państwową III stopnia.
Zmarła 16 stycznia 1963 roku w Krakowie. Została pochowana w Alei Zasłużonych na cmentarzu Rakowickim (kwatera LXVII-płn1-8).

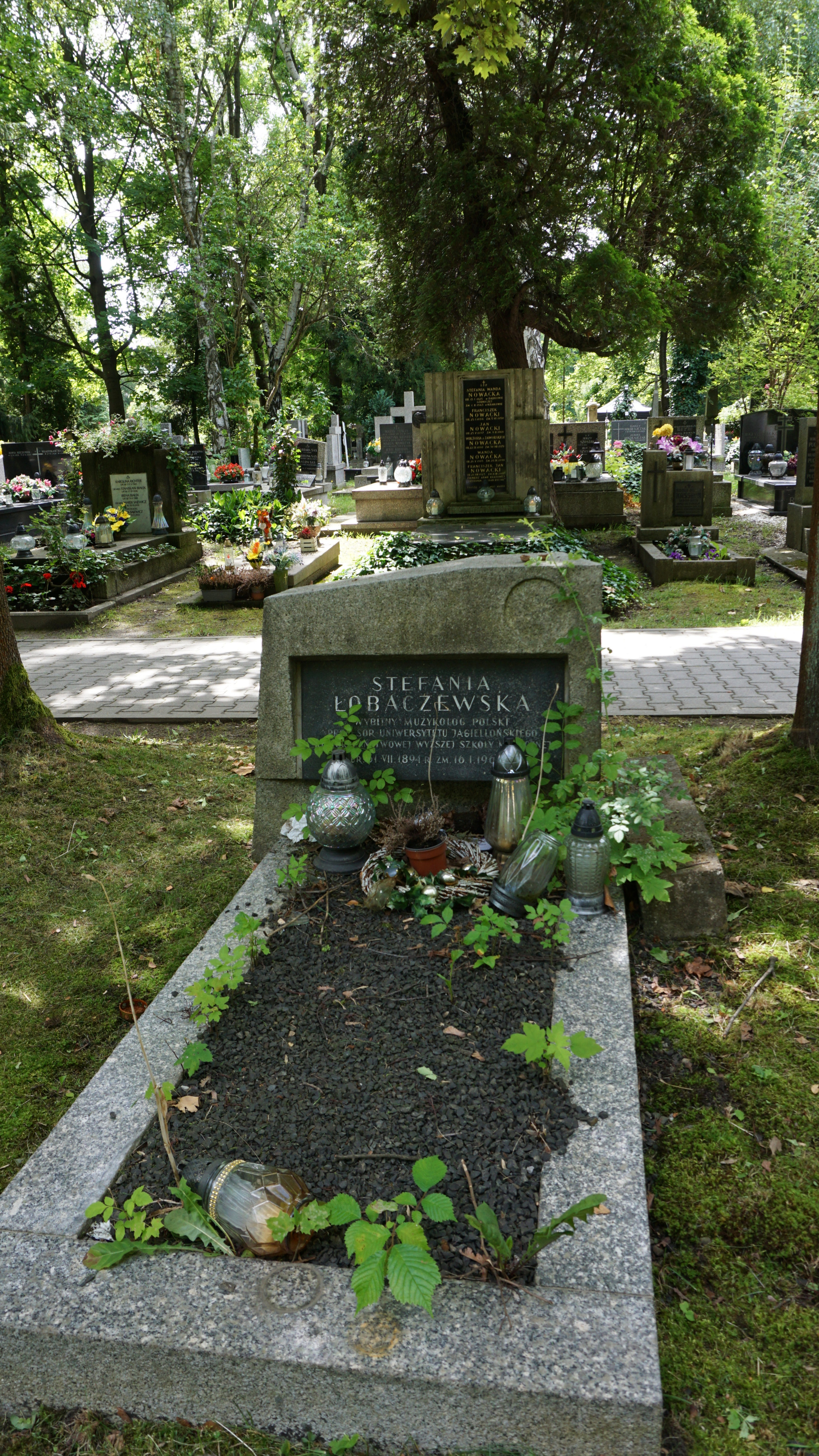
Grób Stefanii Łobaczewskiej na cmentarzu Rakowickim w Krakowie

## Ordery i odznaczenia
- Krzyż Kawalerski Orderu Odrodzenia Polski (1959)
- Złoty Krzyż Zasługi (22 lipca 1952)[6]
- Medal 10-lecia Polski Ludowej (28 lutego 1955)[7]